# Tomas Breddam
Tomas Breddam (født 26. januar 1971 i Roskilde) er en dansk politiker fra Socialdemokratiet. Han overtog embedet som borgmester i Roskilde Kommune den 8. august 2019, efter at forgængeren, Joy Mogensen, blev udnævnt til minister i Regeringen Mette Frederiksen den 27. juni samme år. I mellemtiden nåede viceborgmesteren, Poul Andersen, dog at have posten som fungerende borgmester.
Breddam blev valgt til byrådet i Roskilde ved kommunalvalget i 2013. Han er uddannet cand.tech.soc fra Roskilde Universitet. Inden han blev borgmester arbejdede han ved Aarhus Universitet og har tidligere arbejdet som HR-partner hos forskellige firmaer.
Han var formand for bestyrelsen på Vikingeskibsmuseet i perioden 2019-2022.

## Privatliv
Privat er han gift med Dorte Wenøe Breddam, der er projektleder i Naturstyrelsen. Parret har tre børn; Frida, Jeppe og Esben. Familien bor i et bofællesskab i Roskildes østlige bydel, Trekroner.